# Chef Defensie (België)
De chef Defensie, ook wel CHOD (Chief of Defence) of stafchef genoemd, is het hoofd van de Belgische defensie en van de vier componenten (land-, lucht-, marine- en medische component). Hij is de hoogste bevelhebber (na de koning) en hoeft alleen aan de bevoegde voogdijminister verantwoording af te leggen.

## Lijst van Chef Defensie
| Naam                   | Begin ambtstermijn | Einde ambtstermijn |
| ---------------------- | ------------------ | ------------------ |
| Jacques de Clarcq      | 28 februari 1958   | 30 november 1959   |
| Charles de Cumont      | 9 december 1959    | 30 juni 1963       |
| G. Wagner              | 1 juli 1963        | 31 maart 1965      |
| V. Dessart             | 1 april 1965       | 31 maart 1968      |
| Georges Vivario        | 1 april 1968       | 14 maart 1972      |
| Albert Crekillie       | 15 maart 1972      | 31 oktober 1979    |
| Willy Gontier          | 1 november 1979    | 30 september 1982  |
| Maurice Gysemberg      | 1 oktober 1982     | 21 juli 1988       |
| José Charlier          | 22 juli 1988       | 30 september 1995  |
| Willy Herteleer        | 1 oktober 1995     | 31 december 2002   |
| August Van Daele       | 1 januari 2003     | 1 april 2009       |
| Charles-Henri Delcour  | 2 april 2009       | 29 maart 2012      |
| Gerard Van Caelenberge | 30 maart 2012      | 12 juli 2016       |
| Marc Compernol         | 13 juli 2016       | 12 juli 2020       |
| Michel Hofman          | 13 juli 2020       | 4 juli 2024        |
| Frederik Vansina       | 4 juli 2024        | heden              |